# Music (album Madonny)
Music – ósmy studyjny album Madonny.
Album jest w większości owocem współpracy Madonny z Mirwaisem Ahmadzaïem, czego zapowiedzią było umieszczenie utworu "Paradise [Not for Me]" na wydanym wcześniej, w kwietniu 2000 roku, autorskim albumie Mirwaisa Ahmadzaïa Production.
Wydawnictwo sprzedało się na całym świecie w nakładzie przekraczającym 11 mln egzemplarzy. W samych Stanach Zjednoczonych kupiono 3 mln kopii, w Europie 5 mln.
W 2003 album został sklasyfikowany na 452. miejscu listy 500 albumów wszech czasów magazynu Rolling Stone.

## Lista utworów
| #   | Tytuł | Czas |
| --- | --- | ---- |
| 1.  | "Music" Autor: Madonna, Mirwais Ahmadzaï Producent: Madonna, Mirwais Ahmadzaï                                           | 3:44 |
| 2.  | "Impressive Instant" Autor: Madonna, Mirwais Ahmadzaï Producent: Madonna, Mirwais Ahmadzaï                              | 3:37 |
| 3.  | "Runaway Lover" Autor: Madonna, William Orbit Producent: Madonna, William Orbit                                         | 4:47 |
| 4.  | "I Deserve It" Autor: Madonna, Mirwais Ahmadzaï Producent: Madonna, Mirwais Ahmadzaï                                    | 4:23 |
| 5.  | "Amazing" Autor: Madonna, William Orbit Producent: Madonna, William Orbit                                               | 3:43 |
| 6.  | "Nobody's Perfect" Autor: Madonna, Mirwais Ahmadzaï Producent: Madonna, Mirwais Ahmadzaï                                | 4:58 |
| 7.  | "Don’t Tell Me" Autor: Madonna, Mirwais Ahmadzaï, Joe Henry Producent: Madonna, Mirwais Ahmadzaï                        | 4:40 |
| 8.  | "What It Feels Like for a Girl" Autor: Madonna, Guy Sigsworth, David Torn Producent: Madonna, Guy Sigsworth, Mark Stent | 4:43 |
| 9.  | "Paradise (Not for Me)" Autor: Madonna, Mirwais Ahmadzaï Producent: Mirwais Ahmadzaï, Madonna                           | 6:33 |
| 10. | "Gone" Autor: Madonna, Damian LeGassick, Nik Young Producent: Madonna, William Orbit, Mark Stent                        | 3:25 |

### Utwory bonusowe
|     | europejska płyta kompaktowa |       |
| #   | Tytuł | Czas  |
| --- | --- | ----- |
| 11. | "American Pie" Autor: Don McLean Producent: Madonna, William Orbit | 4:32  |
|     | japońska płyta kompaktowa |       |
| #   | Tytuł | Czas  |
| 11. | "Cyber-Raga" Autor: Madonna, Talvin Singh Producent: Madonna, Talvin Singh | 5:33  |
|     | limitowana edycja płyty kompaktowej |       |
| #   | Tytuł | Czas  |
| 11. | "Music (Deep Dish Dot Com Mix)" Autor: Madonna, Mirwais Ahmadzaï Producent: Madonna, Mirwais Ahmadzaï Producent remiksu: Deep Dish (Ali "Dubfire" Shirazinia, Sharam Tayebi)                    | 11:22 |
| 12. | "Music (HQ2 Club Mix)" Autor: Madonna, Mirwais Ahmadzaï Producent: Madonna, Mirwais Ahmadzaï Producent remiksu: Hex Hector                                                                      | 8:50  |
| 13. | "Don’t Tell Me (Timo Maas Mix)" Autor: Madonna, Mirwais Ahmadzaï, Joe Henry Producent: Madonna, Mirwais Ahmadzaï Producent remiksu: Timo Maas                                                   | 6:55  |
| 14. | "Don’t Tell Me (Tracy Young Club Mix)" Autor: Madonna, Mirwais Ahmadzaï, Joe Henry Producent: Madonna, Mirwais Ahmadzaï Producent remiksu: Tracy Young                                          | 11:00 |
| 15. | "What It Feels Like for a Girl (Paul Oakenfold Perfecto Mix)" Autor: Madonna, Guy Sigsworth, David Torn Producent: Madonna, Guy Sigsworth, Mark "Spike" Stent Producent remiksu: Paul Oakenfold | 7:19  |
| 16. | "Lo que siente la mujer" Autor: Madonna, Guy Sigsworth, David Torn, Alberto Ferraras Producent: Madonna, Guy Sigsworth, Mark Stent                                                              | 4:45  |

## Certyfikaty i sprzedaż
| Kraj              | Certyfikat          | Sprzedaż  | Najwyższa pozycja |
| ----------------- | ------------------- | --------- | ----------------- |
| Australia         | 3 x platynowa płyta | 210 000   | 2                 |
| Austria           | platynowa płyta     | 50 000    | 1 (3 tygodnie)    |
| Belgia            | 2 x platynowa płyta | 100 000   | 1                 |
| Brazylia          | 2 x platynowa płyta | 400 000   |                   |
| Dania             | platynowa płyta     | 80 000    |                   |
| Europa            | 5 x platynowa płyta | 5 000 000 | 1 (4 tygodnie)    |
| Finlandia         | platynowa płyta     | 32 000    | 1 (2 tygodnie)    |
| Francja           | 2 x platynowa płyta | 900 000   | 1 (2 tygodnie)    |
| Grecja            | 2 x platynowa płyta | 40 000    |                   |
| Hiszpania         | 3 x platynowa płyta | 200 000   | 1                 |
| Holandia          | 2 x platynowa płyta | 160 000   | 1                 |
| Irlandia          | 3 x platynowa płyta | 200 000   | 1 (2 tygodnie)    |
| Japonia           | złota płyta         | 150 000   | 7                 |
| Kanada            | 3 x platynowa płyta | 300 000   | 1 (2 tygodnie)    |
| Meksyk            | platynowa płyta     | 150 000   | 1                 |
| Niemcy            | 3 x platynowa płyta | 600 000   | 1 (3 tygodnie)    |
| Norwegia          | platynowa płyta     | 50 000    | 1                 |
| Nowa Zelandia     | 2 x platynowa płyta | 30 000    | 1                 |
| Polska            | platynowa płyta     | 140 000   | 1                 |
| Stany Zjednoczone | 3 x platynowa płyta | 3 000 000 | 1                 |
| Szwajcaria        | platynowa płyta     | 50 000    | 1 (4 tygodnie)    |
| Szwecja           | platynowa płyta     | 60 000    | 1                 |
| Węgry             | złota płyta         | 15 000    | 1                 |
| Wielka Brytania   | 5 x platynowa płyta | 1 600 000 | 1 (2 tygodnie)    |
| Włochy            | 5 x platynowa płyta | 500 000   | 1                 |

## Single
| #  | Tytuł                         | Data wydania  | [ 14 ]            | Unia Europejska | [ 15 ] | Polska |
| -- | ----------------------------- | ------------- | ----------------- | --------------- | ------ | ------ |
| 1. | Music                         | sierpień 2000 | # 1 (4 tygodnie)  | # ?             | # 1    | # ?    |
| 2. | Don’t Tell Me                 | listopad 2000 | # 4               | # ?             | # 4    | # ?    |
| 3. | What It Feels Like for a Girl | kwiecień 2001 | # 23 (3 tygodnie) | # ?             | # 7    | # ?    |

Latem 2001 pomiędzy Madonną a wytwórnią Warner Bros. doszło do konfliktu w sprawie wyboru utworu na kolejny singel. Ostatecznie do sklepów nie trafił już żaden utwór, jedynie do rozgłośni radiowych rozesłano promocyjne wersje "Amazing" (czego żądała wytwórnia), a DJ-om zaoferowano krążki z remiksami "Impressive Instant" (zgodnie z wolą piosenkarki).